# Satz von Moivre-Laplace

Mit wachsender Zahl von Punkten nähert sich die diskrete Binomialverteilung der stetigen Normalverteilung an.

Der Satz von Moivre-Laplace, auch Grenzwertsatz von de Moivre-Laplace oder zentraler Grenzwertsatz von de Moivre-Laplace genannt, ist ein Satz aus der Wahrscheinlichkeitstheorie. Nach diesem Satz konvergiert die Binomialverteilung für {\displaystyle n\rightarrow \infty } und Wahrscheinlichkeiten {\displaystyle 0<p<1} gegen die Normalverteilung. Bei großem Stichprobenumfang kann daher die Normalverteilung als Näherung der Binomialverteilung verwendet werden, was insbesondere bei der Normal-Approximation und bei Hypothesentests Anwendung findet. Für  {\displaystyle p={\tfrac {1}{2}}} kann diese Approximation durch ein Galtonbrett experimentell veranschaulicht werden.
Beim Satz von de Moivre-Laplace handelt es sich aus historischer Sicht um den ersten zentralen Grenzwertsatz. Im Jahre 1730 zeigte Abraham de Moivre die Aussage für {\displaystyle p={\tfrac {1}{2}}} und im Jahre 1812 wurde von Pierre-Simon Laplace der allgemeine Fall gezeigt.

## Aussage
Sei {\displaystyle X_{1},X_{2},X_{3},\cdots } eine Folge stochastisch unabhängiger und identisch bernoulli-verteilter Zufallsvariablen mit dem Parameter {\displaystyle p\in (0,1)}. Dann ist die Summe {\displaystyle S_{n}=\sum _{i=1}^{n}X_{i}} binomialverteilt mit den Parametern {\displaystyle n\in \mathbb {N} } und {\displaystyle p}. Die Zufallsvariable {\displaystyle S_{n}} hat den Erwartungswert {\displaystyle \mu _{n}:=\operatorname {E} [S_{n}]=np} und die positive Standardabweichung {\displaystyle \sigma _{n}:={\sqrt {\operatorname {Var} [S_{n}]}}={\sqrt {np(1-p)}}}. {\displaystyle \Phi } bezeichne die Verteilungsfunktion der Standardnormalverteilung und  {\displaystyle \varphi _{\mu ,\sigma ^{2}}} bezeichne die Dichtefunktion einer normalverteilten Zufallsvariablen mit dem Erwartungswert {\displaystyle \mu } und der Varianz {\displaystyle \sigma ^{2}}.
Dann gelten der lokale Grenzwertsatz von de Moivre-Laplace
{\displaystyle \lim _{n\to \infty }{\frac {\operatorname {P} (S_{n}=k)}{\varphi _{\mu _{n},\sigma _{n}^{2}}(k)}}=1,\quad k=0,1,\dots ,n}
und der globale Grenzwertsatz von de Moivre-Laplace
{\displaystyle \lim _{n\to \infty }\operatorname {P} \left({\frac {S_{n}-\mu _{n}}{\sigma _{n}}}\leq t\right)=\Phi (t)\quad {\text{für alle }}t\in \mathbb {R} \;.}

## Interpretation und Anwendung
Der lokale Grenzwertsatz von de Moivre-Laplace besagt, dass die Wahrscheinlichkeiten einer binomialverteilten Zufallsvariablen für {\displaystyle n\to \infty } gegen die Werte der Dichtefunktion einer normalverteilten Zufallsvariablen mit demselben Erwartungswert und derselben Varianz konvergieren. Er dient zur Rechtfertigung der Approximation
{\displaystyle \operatorname {P} \left(S_{n}=k\right)\approx {\frac {1}{{\sqrt {2\pi }}\sigma _{n}}}\exp \left(-{\frac {1}{2}}\left({\frac {k-\mu _{n}}{\sigma _{n}}}\right)^{2}\right)=\varphi _{\mu _{n},\sigma _{n}^{2}}(k),\quad k=0,1,\dots ,n\;,}
wobei auf der  rechten Seite des Approximationszeichens die Dichtefunktion einer Zufallsvariablen mit der Normalverteilung {\displaystyle {\mathcal {N}}(\mu _{n},\sigma _{n}^{2})} an der Stelle {\displaystyle k} steht.
Der globale Grenzwertsatz von de Moivre-Laplace ist ein spezieller zentraler Grenzwertsatz, der besagt, dass die standardisierten Zufallsvariablen {\displaystyle {\frac {S_{n}-\mu _{n}}{\sigma _{n}}}} für {\displaystyle n\to \infty } in Verteilung gegen die Standardnormalverteilung konvergieren. Er wird auch in der Form
{\displaystyle \lim _{n\to \infty }\left|\operatorname {P} (S_{n}\leq t)-\Phi \left({\frac {t-\mu _{n}}{\sigma _{n}}}\right)\right|=0\quad \quad {\text{für alle }}t\in \mathbb {R} }
angegeben, die die theoretische Grundlage der Normal-Approximation ist. 
Dies ist eine Methode, mit der Wahrscheinlichkeitsaussagen für eine Binomialverteilung durch Wahrscheinlichkeitsaussagen für eine Normalverteilung mit demselben Erwartungswert und derselben Varianz approximiert werden können. Ausgehend  von der Approximation {\displaystyle \mathrm {Bin} (n,p)\approx {\mathcal {N}}(\mu _{n},\sigma _{n}^{2})} kann die Verteilungsfunktion der binomialverteilten Zufallsvariable {\displaystyle S_{n}} mit Hilfe der Verteilungsfunktion der Standardnormalverteilung angenähert werden, in dem man die Approximation
{\displaystyle P(S_{n}\leq k)\approx \Phi \left({\frac {k-\mu _{n}}{\sigma _{n}}}\right)}
verwendet.
Bei der Normal-Approximation wird zur Verringerung des Näherungsfehlers noch zusätzlich eine sogenannte Stetigkeitskorrektur eingeführt, die den Fehler kompensieren soll, der durch den Übergang von einer diskreten zu einer stetigen Wahrscheinlichkeitsverteilung verursacht wird.